# Ellochotis
Ellochotis is een geslacht van vlinders van de familie echte motten (Tineidae).

## Soorten
- E. caligata (Meyrick, 1913)
- E. ectocharis Gozmány, 1976
- E. exilis Gozmány & Vári, 1973
- E. fraudulenta (Meyrick, 1912)
- E. infausta Meyrick, 1920
- E. leontopa (Meyrick, 1908)
- E. lyncodes (Meyrick, 1921)
- E. opifica (Meyrick, 1908)
- E. picroxesta (Meyrick, 1926)
- E. purpurea (Stainton, 1860)
- E. territa (Meyrick, 1920)
- E. trophias (Meyrick, 1908)
- E. verecunda (Meyrick, 1911)